# Juana Azurduy de Padilla
Juana Azurduy de Padilla (Toroca, 12 luglio 1780 – Sucre, 25 maggio 1862) è stata una patriota e rivoluzionaria boliviana.
Combatté per l'indipendenza boliviana a fianco di suo marito Manuel Ascencio Padilla, guadagnandosi il grado di tenente colonnello. Divenne celebre per il suo forte sostegno e la leadership militare degli indigeni dell'Alto Perù.

## Biografia

### I primi anni
Juana Azurduy nacque il 12 luglio 1780 a Toroca, una località dell'odierno dipartimento di Chuquisaca, nell'Alto Perù, un territorio del vicereame del Río de la Plata.
Suo padre, Don Matías Azurduy, era uno spagnolo patròn di un'hacienda a Toroca. Sua madre, Doña Eulalia Bermudez, era una chola (una donna con un genitore meticcio e uno indigeno) di una famiglia povera di Chuquisaca. Secondo il rigido sistema della casta coloniale spagnola, Juana era considerata una meticcia. Aveva un fratello maggiore, Blas, che morì nell'infanzia, e una sorella minore, Rosalía.
Dopo la morte della madre occorsa nel 1787, Juana sviluppò un rapporto particolarmente stretto con il padre. Nonostante nella società coloniale cattolica vi fosse una netta distinzione nei ruoli di genere, Don Matías le insegnò a diventare un'abile cavallerizza e una tiratrice scelta, e lei lo accompagnò a lavorare la terra accanto ai braccianti indigeni.
Oltre allo spagnolo, parlava fluentemente le lingue degli indigeni locali, quechua e aymara, ed era solita trascorrere giorni interi nei loro villaggi.
Poco dopo, anche suo padre morì, presumibilmente vittima di un assassinio perpetrato da un aristocratico. La morte del padre lasciò dunque orfane le sorelle Azurduy. Le due ragazze vennero affidate alla zia Petrona Azurduy e a suo marito Francisco Días Vayo, i quali amministrarono le proprietà lasciate da Don Matías alle figlie. Doña Petrona trovò il comportamento anticonvenzionale di Juana sia fuori luogo sia difficile da controllare: per fornirle un'istruzione sia accademica sia sociale, decise di assumere un tutore, ma ciò non frenò l'indole ribelle di Juana. Si decise allora di mandare la ragazza al prestigioso Convento di Santa Teresa di Chuquisaca, per diventare suora. A causa del suo temperamento ribelle e del rapporto conflittuale con le con le suore del convento, Azurduy fu espulsa all'età di 17 anni. Nel 1797, Juana tornò a vivere nell'hacienda di suo padre, trascorrendo le sue giornate con gli indigeni che vivevano nella sua terra. Fu testimone della brutalità del loro lavoro nelle miniere d'argento spagnole, e divenne un'appassionata alleata del movimento rivoluzionario indigeno. Nel maggio del 1799, Azurduy sposò il suo vicino e amico d'infanzia Manuel Ascencio Padilla, un compagno rivoluzionario che lasciò una scuola di legge per unirsi al movimento indipendentista. I coniugi Padilla furono insieme sia dentro sia fuori dal campo di battaglia. Prima che iniziassero i loro impegni militari, ebbero due figli: entrambi sarebbero morti tragicamente giovani a causa di malattie e della malnutrizione nei campi militari.

### Carriera militare

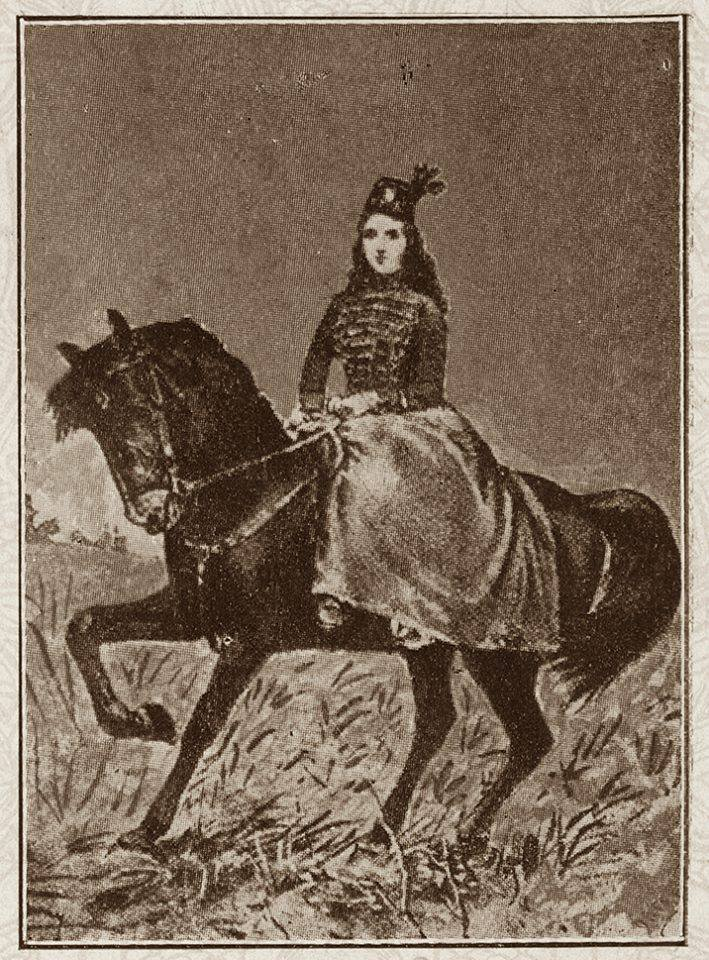
Juana Azurduy

Il 25 maggio 1809, Azurduy e suo marito si unirono alla Rivoluzione di Chuquisaca, che spodestò il governatore della Real Audencia di Charcas, Ramón García de León y Pizarro, e nel settembre 1810 istituì una Giunta di Buenos Aires. Il governo rivoluzionario fu costretto a lasciare Chuquisaca nel 1811 per l'intervento delle truppe reali, ma in tutto il Vicereame i ribelli mantennero il controllo di una serie di republiquetas, ovvero territori indipendenti. Nei combattimenti, Azurduy fu catturata e tenuta prigioniera nella sua casa dai soldati spagnoli, ma Padilla uccise le sue guardie e riuscì a portarla in salvo. I coniugi Padilla fuggirono da Chuquisaca nel 1811 nella republiqueta di La Laguna, dove continuarono ad organizzare le forze ribelli.
Nel 1811, la coppia si unì all'Esercito del Nord sotto il comando di José Castelli e Antonio Balcarce, inviati dalla neo-indipendente Buenos Aires per combattere l'occupazione spagnola dell'Alto Perù. Il tentativo di bloccare l'invasione dell'Alto Perù da parte dell'esercito spagnolo fallì, e i ribelli, in inferiorità numerica, furono sconfitti nella battaglia di Huaqui del 20 giugno. Le proprietà dell'hacienda dei Padilla furono confiscate e Juana Azurduy e i suoi figli furono catturati; Manuel Padilla riuscì ancora una volta a salvarli, per poi rifugiarsi sulle alture di Tarabuco.
L'anno seguente, nel 1812, i coniugi Padilla furono al servizio della causa rivoluzionaria sotto il comando del generale Manuel Belgrano, il nuovo capo dell'Esercito del Nord, aiutandolo a reclutare circa 10.000 miliziani nelle diverse republiquetas. Azurduy riuscì a reclutare un numero notevole di indigeni, i criados, e di donne, conosciute come le Amazonas. Quando i loro territori di montagna furono invasi dalle truppe del viceré, la loro milizia servì come retroguardia per i generali Belgrano e Eustoquio Díaz Vélez mentre si ritiravano nell'Argentina indipendente.
Azurduy prese poi il comando dei "Battaglioni Leali" (i Leales, in spagnolo), una forza combattente di uomini e donne indigeni noti per la loro feroce fedeltà al loro comandante. Con solo fionde e lance di legno, i Leali sconfissero le forze spagnole nella battaglia di Ayohuma il 9 novembre 1813. Il generale Belgrano fu così impressionato dalla sua leadership e dal coraggio dei suoi soldati che le regalò la sua stessa spada, simbolo del suo potere militare. L'esercito argentino del Nord, in inferiorità numerica e di armi, fu alla fine respinto verso il proprio confine, e i coniugi Padilla iniziarono una fase di guerriglia.
Durante una battaglia del 1815 a Pintatora, Azurduy lasciò il campo di battaglia per dare alla luce il suo quarto figlio. In un'azione che sarebbe diventata presto leggenda, tornò qualche ora dopo sul fronte di battaglia per radunare le sue truppe, e infine catturò personalmente lo stendardo delle forze spagnole sconfitte.
L'8 marzo 1816, le forze di cavalleria di Azurduy catturarono temporaneamente il Cerro Rico di Potosí, la principale fonte di argento spagnolo, guidando anche una carica che catturò lo stendardo nemico. Quando la notizia di queste vittorie raggiunse il generale Juan Martín de Pueyrredón dell'esercito argentino, egli le concesse formalmente il titolo di tenente colonnello in una cerimonia avvenuta il 16 agosto 1816.
Durante la battaglia di La Laguna nel settembre 1816, Juana, che aspettava il suo quinto figlio, fu ferita, e suo marito fu colpito e catturato dalle forze spagnole mentre cercava di salvarla: fu decapitato il 14 settembre, e la sua testa fu montata su una picca nel villaggio di Laguna. Juana si trovò in una situazione disperata: vedova, incinta e con gli eserciti del viceré che controllavano il territorio. Con la morte di Padilla, le forze di guerriglia del nord si sciolsero e Juana fu costretta a sopravvivere nella regione di Salta. Guidò poi un contrattacco per recuperare il corpo di suo marito.
Nel 1818 gli spagnoli presero temporaneamente il controllo di Chuquisaca, e Juana fu costretta a fuggire di nuovo con i suoi soldati nell'Argentina settentrionale, dove continuò a combattere sotto il comando del generale argentino Martín Miguel de Güemes. Fu nominata alla posizione di comandante dell'esercito del Nord del Governo Rivoluzionario delle Province Unite del Rio de la Plata. Riuscì a stabilire una zona indipendente al confine tra Argentina e Alto Perù fino al ritiro delle forze spagnole dalla zona.

### Ultimi anni
Nel 1825, dopo il ritiro delle forze spagnole dall'Alto Perù, Azurduy presentò una petizione al governo indipendente per ottenere aiuto per tornare nella sua città natale, appena ribattezzata Sucre. Nello stesso anno, Azurduy ricevette una pensione militare da colonnello dal governo indipendente guidato da Simón Bolívar. Dopo aver visitato Azurduy per lodarne il servizio, Bolívar commentò al maresciallo Antonio José de Sucre:
Nella sua vecchiaia, Azurduy adottò un ragazzo indigeno di nome Indalecio Sandi, che si prese cura di lei. I due si recarono a Salta per presentare una petizione al governo boliviano per la restituzione dei beni di suo padre, sequestrati dagli spagnoli. Nel 1857, la sua pensione fu revocata durante la riorganizzazione burocratica sotto il governo di José María Linares.
Azurduy morì piuttosto povera il 25 maggio 1862, all'età di 82 anni, e fu sepolta in una tomba comune.

## Riferimenti nella cultura di massa
Dal 2007 viene ricordata in Argentina la "Giornata delle eroine e dei martiri dell'indipendenza dell'America" il 12 luglio, giorno della nascita di Juana Azurduy.
Nel 2009, il presidente Nestor Kirchner l'ha elevata postuma al grado di generale dell'esercito argentino.
Le è stato inoltre intitolato il "Programma nazionale per i diritti e la partecipazione delle donne" dell'Argentina.
Nella primavera del 2014, una scultura in bassorilievo di Azurduy è stata esposta come parte di una mostra all'aperto di famosi latinoamericani nel Pan American Union Building di Washington.
Nel 2013, l'allora presidente della repubblica argentina Cristina Fernández de Kirchner ha scatenato polemiche per la sua decisione di sostituire un monumento di Cristoforo Colombo davanti alla Casa Rosada a Buenos Aires con una statua di Juana Azurduy.
In Bolivia la provincia Juana Azurduy de Padila porta il suo nome; le è stato inoltre intitolato il vecchio aeroporto della città di Sucre.
Azurduy è stata anche il soggetto di un cartone animato per bambini ideato per promuovere la conoscenza della storia argentina.